# Half-Life: Opposing Force
Half-Life: Opposing Force è uno sparatutto in prima persona, espansione di Half-Life. È stato sviluppato nel 1999 da Gearbox Software, autore delle altre due espansioni successive. Il gioco, che inizialmente richiedeva l'originale Half-Life per essere utilizzato, è stato in seguito pubblicato come stand-alone insieme a Half-Life: Blue Shift. A differenza di Half-Life non vestiremo i panni del protagonista Gordon Freeman, bensì quelli di uno dei soldati che gli danno la caccia: Opposing Force significa appunto "forza contrapposta".

## Trama
Opposing Force è ambientato durante gli eventi di Half-Life: il protagonista del gioco è Adrian Shephard, un marine appartenente alle forze speciali dell'USMC degli Stati Uniti che viene mandato, poche ore dopo l'incidente di Black Mesa, a contrastare le forze aliene e a eliminare i testimoni scomodi (ovvero gli scienziati sopravvissuti, Gordon Freeman compreso), anche se l'ordine di eliminare anche i civili a Black Mesa non viene ricevuto dalla sua unità, per via di un attacco imprevisto. Durante la missione Adrian deve anche contrastare i Black Ops (unità speciali vestite di nero, che agiscono in maniera indipendente dall'esercito regolare), che vorrebbero attivare una testata nucleare per distruggere l'intera base. Come Half-Life, anche Opposing Force termina con un discorso del G-Man e la messa in "stasi" del protagonista, mentre Black Mesa viene fatta esplodere.

## Modalità di gioco
In Opposing Force sono presenti nuove armi, alcune inedite, mentre altre sono nuovi modelli di vecchie armi di Half-Life (ad esempio, il piede di porco è sostituito da un coltello da combattimento e da una chiave inglese) e una nuova razza aliena, i Race X; inoltre in alcuni frangenti saremo insieme ad altri soldati che ci aiuteranno: ad esempio, il medico può ripristinare l'energia vitale, mentre il geniere dotato di fiamma ossidrica può aprire porte sigillate.
Durante la sequenza di addestramento Adrian sarà guidato dal Sergente istruttore Dwight T. Barnes.